# Slaget vid Mizushima
Slaget vid Mizushima var en batalj till sjöss som den 17 november 1183. En av Taira-klanens viktigaste fästen var Yashima, en ö strax utanför Shikoku. I november 1183, skickade Minamoto no Yoshinaka en armé för att korsa det Japanska innanhavet och anfalla Yashima. Taira hade god information om Minamotos planer och mötte dem istället med en flotta utanför Mizushima (水島), en liten ö i Bitchu-provinsen, strax utanför Honshū.
Taira hade bundit ihop sina båtar och försett dem med brädgolv för att få en bra yta att strida på. I stridens början skickade Taira ett rejält pilregn över Minamotos båtar. Sedan gällde kamp man mot man, där Tairas förberedelser gav dem en stor fördel i striden. Taira hade också fullt utrustade ryttare på sina skepp och kunde tillfoga Minamoto-armén ett svårt nederlag.